# Sadaf Taherian
Sadaf Taherian (en persan : صدف طاهریان) est une actrice iranienne née à Téhéran le 21 juillet 1988. Elle est également mannequin, photographe, et auteur,,.

## Biographie
En octobre 2015, elle poste des photos d'elle sans hijab sur Instagram et Facebook pour protester l'obligation iranienne d'en porter. Dans le même temps, elle poste une vidéo dans laquelle elle avoue avoir quitté l'Iran pour Dubaï. En réaction, le ministre de la Culture et de l'Orientation islamique condamne son geste, considéré comme « immoral », la bannit de l'univers cinématographique iranien et manipule les images pour y rajouter un hijab.
Depuis son départ d'Iran, elle travaille comme mannequin. En 2016, elle travaille à l'élaboration de produits de beauté et de soins avec la chaîne de magasins Watsons, la plus grande chaîne d'Asie. Son image est également utilisé comme égérie dans plusieurs pays sauf dans son pays d'origine.

## Filmographie
- Hich Kojā, Hich Kas (2011)
- Pas Kuche-hāye Shemrun (2012)
- Gharār-e Ba'di, Hamān Jā (2013)
- Asr-e Yakhbandān (2015)
- Telefon-e Hamrāh (2011)
- Dārkub (2011)
- Mesl-e Yek Khāb (2012)
- Filmi Kutāh Barāy-e Hamsaram (2010)